# 滕科多戈縣
滕科多戈縣（Tenkodogo Department） 為布吉納法索中東大區布爾古省轄下的縣。該縣有84個城鎮。滕科多戈（Tenkodogo）為該縣的首府。1996年人口普查中該縣人口有113,716人。